# ISO 4165

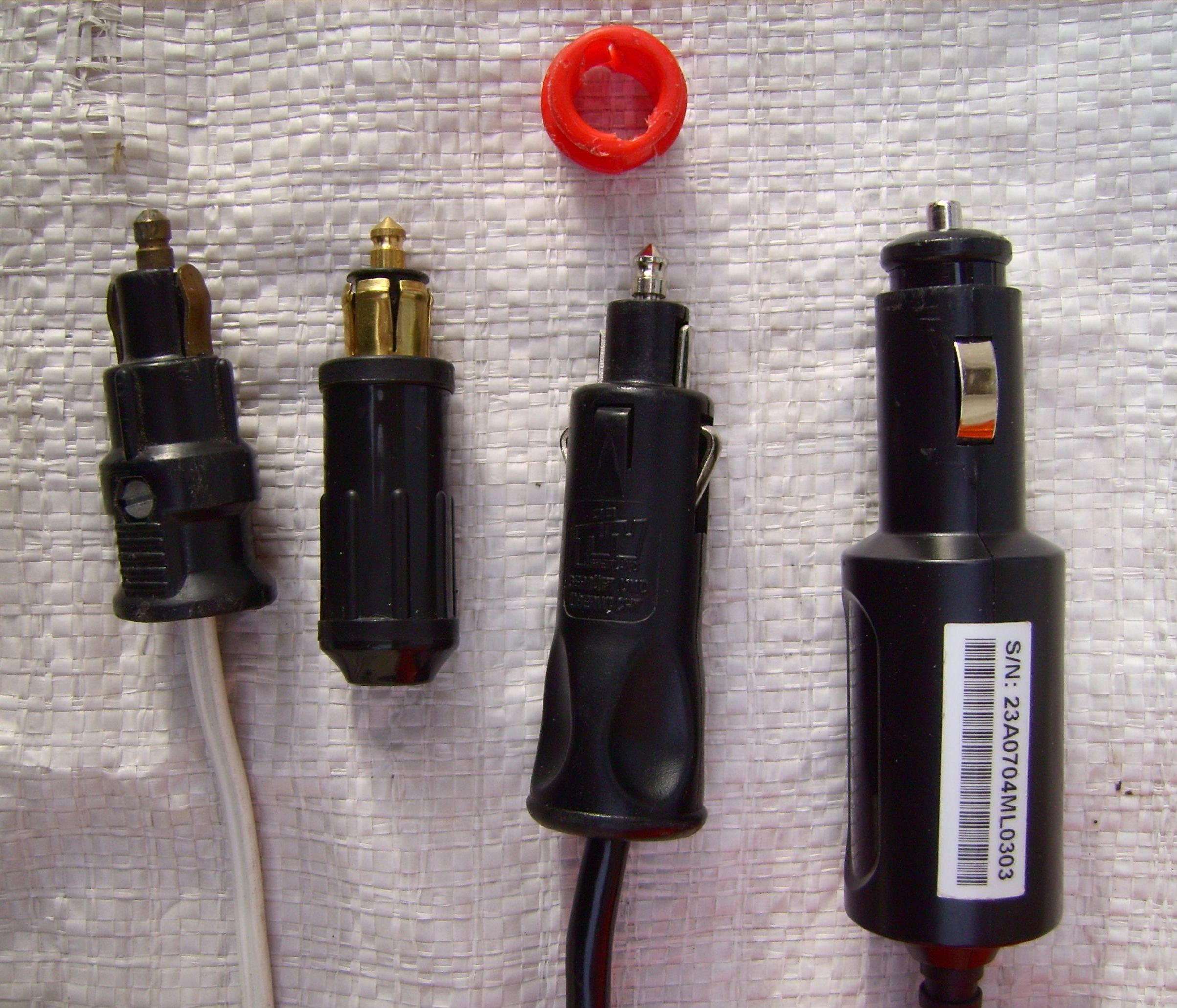
Comparació de (L a D) dos endolls Powerlet, un endoll combinat i un endoll per encenedor de cigars

La norma ISO 4165 és una norma adoptada per l'Organització Internacional per a l'Estandardització (ISO) que descriu un connector de CC de doble pol per subministrar entre 12 i 24 V CC amb un màxim de 12 amperes als aparells dels vehicles. Tot i que el disseny és aproximadament similar a un receptacle d'accessoris d'automòbil, el connector ISO 4165 és més curt i de diàmetre més petit. Originalment era un equipament estàndard en tots els vehicles militars alemanys durant la Segona Guerra Mundial.
El cos (que roman fora del receptacle) és de 20 mm de diàmetre. El coll resistent s'ha d'acoblar amb un 12 forat de mm de diàmetre. El pin central és 5 mm de diàmetre.
El connector de CC ISO 4165:2001 també es coneix com a connector d'accessoris BMW, ja que s'utilitza a les motocicletes BMW ; com el connector Powerlet, que porta el nom d'una empresa que els produeix; i, a Austràlia (on són populars en aplicacions d'energia mòbil, com ara 4WD i Caravaning), com l'endoll Hella o el connector Merit.
Almenys un fabricant ven un endoll que combina un endoll d'encenedor i un powerlet, de la mateixa manera que els adaptadors d'alimentació d'ordinador portàtil d'avió/automòbil combinats combinen un endoll de l'encenedor i un endoll ARINC 628/ EmPower .

## Desenvolupament
- Comitè Tècnic ISO/TC 22, Vehicles de carretera, Subcomitè SC 3, Equips elèctrics i electrònics

## Versions
- ISO 4165:2001 (Segona edició; revisions de les figures i addició de procediments d'assaig)
- ISO 4165:1979 (Versió ISO original de la norma; retirada)
- BS EN ISO 4165:2003 (versió estàndard britànic; actual)
- BS EN 24165:1992 (versió estàndard britànica; retirada)